# Аліабад (Амоль)
Аліабад (перс. علي اباد) — село в Ірані, у дегестані Ларіджан-е Софла, у бахші Ларіджан, шагрестані Амоль остану Мазендеран. У переписі 2006 року вказане як окремий населений пункт, але без відомостей про чисельність населення.

## Клімат
Середня річна температура становить 13,85 °C, середня максимальна – 28,34 °C, а середня мінімальна – -2,11 °C. Середня річна кількість опадів – 324 мм.
| Клімат поселення                              | Клімат поселення | Клімат поселення | Клімат поселення | Клімат поселення | Клімат поселення | Клімат поселення | Клімат поселення | Клімат поселення | Клімат поселення | Клімат поселення | Клімат поселення | Клімат поселення | Клімат поселення |
| Показник                                      | Січ.             | Лют.             | Бер.             | Квіт.            | Трав.            | Черв.            | Лип.             | Серп.            | Вер.             | Жовт.            | Лист.            | Груд.            |                  |
| Середній максимум, °C                         | 8,05             | 9,28             | 12,42            | 18,68            | 22,29            | 26,45            | 28,34            | 28,32            | 25,44            | 20,74            | 14,94            | 9,62             |                  |
| Середня температура, °C                       | 2,97             | 4,19             | 7,33             | 13,60            | 17,21            | 21,37            | 23,70            | 23,66            | 20,80            | 16,08            | 10,29            | 4,98             |                  |
| Середній мінімум, °C                          | −2,11            | −0,88            | 2,26             | 8,52             | 12,12            | 16,29            | 19,05            | 19,04            | 16,16            | 11,44            | 5,65             | 0,33             |                  |
| Норма опадів, мм                              | 42               | 36               | 42               | 26               | 22               | 10               | 7                | 9                | 14               | 39               | 38               | 39               |                  |
| Середньомісячна швидкість вітру, м/с          | 1.58             | 2.10             | 3.14             | 3.31             | 3.00             | 2.63             | 2.62             | 2.64             | 2.45             | 2.39             | 1.78             | 1.66             |                  |
| Середньомісячна сонячна радіація, кДж/м²·день | 9256             | 11767            | 14087            | 17405            | 21146            | 24480            | 24143            | 22248            | 18786            | 13992            | 10760            | 8737             |                  |
| --------------------------------------------- | ---------------- | ---------------- | ---------------- | ---------------- | ---------------- | ---------------- | ---------------- | ---------------- | ---------------- | ---------------- | ---------------- | ---------------- | ---------------- |
| Джерело:                                      |                  |                  |                  |                  |                  |                  |                  |                  |                  |                  |                  |                  |                  |